# 前野光保
前野光保（日语：前野 光保，1946年6月21日—1976年3月23日），艺名前野霜一郎（日语：前野 霜一郎），日本成人电影演员，因在1976年驾驶飞机对儿玉誉士夫宅邸发动自杀式袭击（“儿玉誉士夫私宅袭击事件”）而闻名。

## 生平

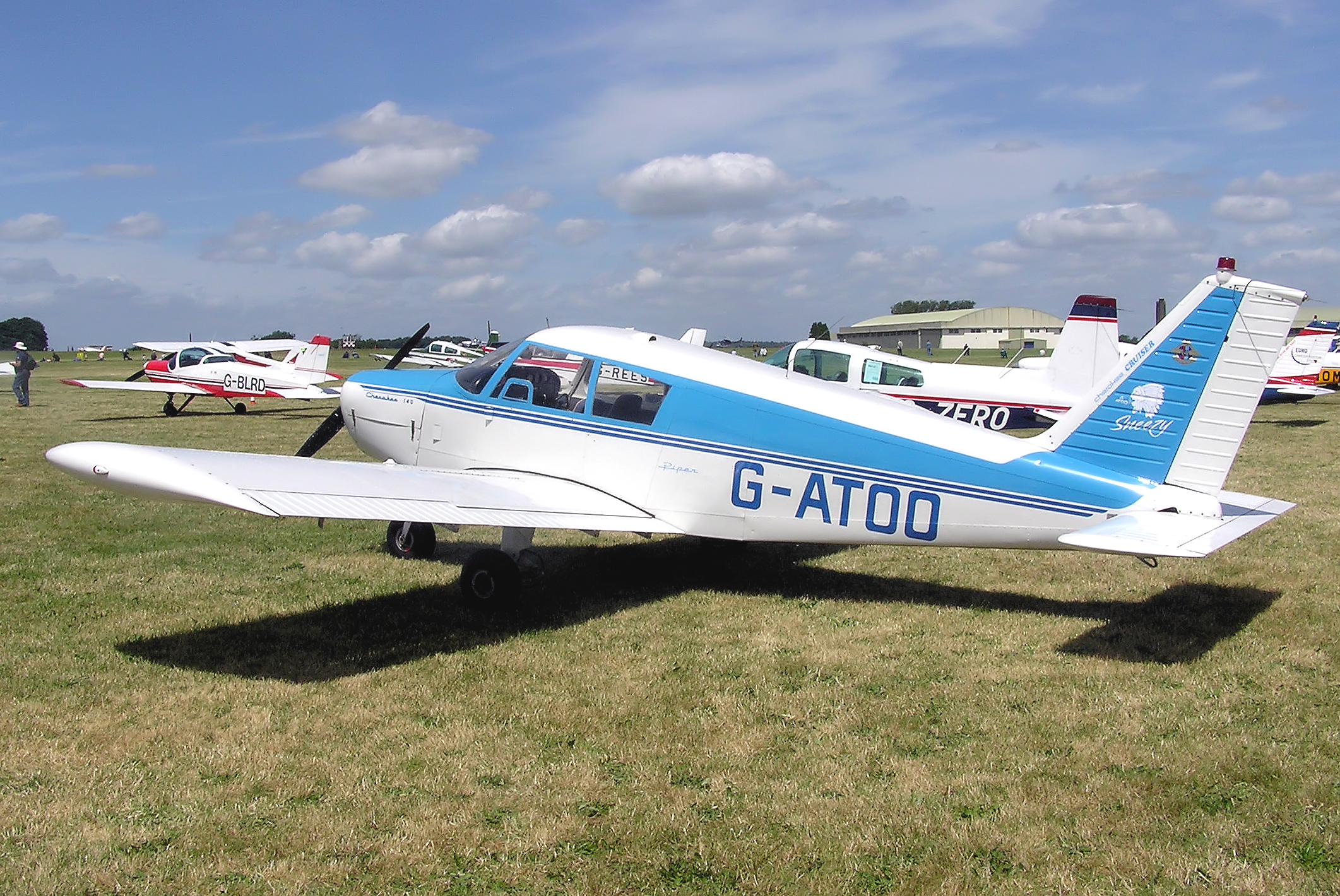
塞斯纳PA-28-140“切诺基”轻型飞机，前野光保发动自杀式袭击时驾驶的便是这一型号的飞机。

前野光保1946年出生于东京，为家中独子，其父为被褥店老板。1959年，前野进入“剧团向日葵”，并在1962年参拍了电影《闭上眼睛冲》（目をつぶって突走れ），还曾在根据三岛由纪夫小说《潮骚》改编的同名电影中扮演角色。1967年，前野远赴美国加州大学学习表演艺术，学成归国后加入日活。1970年，前野试图加入日本自卫队，但最终失败，为此他曾试图自杀。
1971年，日活开始制作大量后来被称为“粉红色电影”的色情片，前野光保开始在其中扮演男性角色。1975年，前野参与拍摄了《东京埃玛奈尔夫人 个人授业》（東京エマニエル夫人 個人授業），在电影中，前野与女演员田口久美“空中性交”的镜头曾引发轩然大波。1976年2月，前野曾在新潟滑雪场自杀未遂，之后竟对前来调查的警察说：“为了写电影剧本，有必要体验一下死的滋味。”
前野光保是日本右翼的支持者。他曾对日本右翼政治人物儿玉誉士夫十分崇拜，并宣称曾通过右翼高层人士介绍见过儿玉本人。但在1976年，洛克希德事件被揭发，洛克希德公司被指向儿玉提供金钱，借以疏通日本政商界高层。前野因此与儿玉决裂，并宣称“儿玉誉士夫不是右翼，他只不过是个假天皇之名的弄权者”“长命长寿，不如瞬间的闪光”，开始筹划自己的袭击计划。
1976年3月23日，前野光保借口“拍摄电影”，穿上前一天从制片厂借来的神风特攻队服装，头上缠上写有“七生报国”的白布条，驾驶一架塞斯纳PA-28-140“切诺基”轻型飞机直飞儿玉誉士夫的私邸，超低空飞行到其上空后又飞走，然后以极超低空飞行飞回儿玉家附近，并高呼“天皇陛下万岁”，高速向儿玉家的阳台俯冲，撞向儿玉宅邸，引发火灾。随后20辆消防车赶来，在半小时内将火扑灭。前野在袭击中当场身亡，儿玉家的两名仆人受伤；儿玉本人并未受伤，但因此次袭击受惊而中风送医。

## 出演作品

### 电影
- （1962年） - 三年生山脇
- （1963年） - 岡時彦
- （1963年） - 石田健
- （1964年） - 林龍二
- （1964年） - 林太
- （1965年） - 佐野
- （1965年） -
- （1967年） - 猿金
- （1970年） - 少尉
- （1970年） -
- （1970年） - 花咲順
- （1970年） -
- （1970年） -
- （1971年） -
- （1971年） -

#### 日活“粉红色电影”
- （1971年） - 畑中
- （1971年） - 清太郎
- （1972年） - 稻荷留吉
- （1972年） -
- （1974年） -
- （1974年） - 工員風的儿子
- （1975年） -
- （1975年） - 矢崎国夫
- （1975年） - 順子的恋人
- （1975年） -
- （1975年） - 綿貫一郎

### 电视剧
- 鉄道公安36号
- 特別機動捜査隊

## 感情生活
前野光保一生中有两段婚姻。1967年前野与女演员黑泽法子结婚，1970年离婚；1972年与一美国女子结婚，但这段婚姻同样只维持了三年就宣告破裂。